# 国際ラグビー選手会男子トライ・オブ・ザ・イヤー
国際ラグビー選手会男子トライ・オブ・ザ・イヤー（International Rugby Players Men's Try of the Year）はワールドラグビーが毎年発表しているワールドラグビーアワードの一部門。

## 概要
国際ラグビー選手会（IRP; The International Rugby Players、以前はIRPA; International Rugby Players Association）が、候補者を選定し、一般投票で受賞者を決定する。
国際テストマッチで記録されたトライを対象とする。クラブラグビーのトライは対象外。

## 受賞者一覧
| 年   | 画像                                 | 選手                               | チーム           | 試合                                                                 | 動画 | 備考   |
| ---- | ------------------------------------ | ---------------------------------- | ---------------- | -------------------------------------------------------------------- | ---- | ------ |
| 2007 | Takudzwa Ngwenya in 2010             | タクズワ・ングウェニア             | アメリカ合衆国   | アメリカ合衆国 対 南アフリカ共和国                                   | 動画 | [ 7 ]  |
| 2008 | Brian O'Driscoll in 2010             | ブライアン・オドリスコル           | アイルランド     | オーストラリア 対 アイルランド                                       | 動画 | [ 8 ]  |
| 2009 | Jacque Fourie in 2007                | ジャック・フォーリー               | 南アフリカ共和国 | 南アフリカ共和国 対 ブリティッシュ・アンド・アイリッシュ・ライオンズ | 動画 | [ 9 ]  |
| 2010 | Chris Ashton in 2011                 | クリス・アシュトン                 | イングランド     | イングランド 対 オーストラリア                                       | 動画 | [ 10 ] |
| 2011 | Radike Samo in 2011                  | ラディキ・サモ                     | オーストラリア   | オーストラリア 対 ニュージーランド                                   | 動画 | [ 11 ] |
| 2012 | Bryan Habana in 2006                 | ブライアン・ハバナ                 | 南アフリカ共和国 | 南アフリカ共和国 対 ニュージーランド                                 | 動画 | [ 12 ] |
| 2013 | Beauden Barrett in 2014              | ボーデン・バレット                 | ニュージーランド | ニュージーランド 対 フランス                                         | 動画 | [ 13 ] |
| 2014 | –                                    | フランソワ・ホーハート             | 南アフリカ共和国 | 南アフリカ共和国 対 ニュージーランド                                 | 動画 | [ 14 ] |
| 2015 | Julia Savea in 2015                  | ジュリアン・サヴェア               | ニュージーランド | ニュージーランド 対 フランス                                         | 動画 | [ 15 ] |
| 2016 | Jamie Heaslip in 2015                | ジェイミー・ヒースリップ           | アイルランド     | アイルランド 対 イタリア                                             | 動画 | [ 16 ] |
| 2017 | Joaquin Tuculet in 2015              | ホアキン・トゥクレ                 | アルゼンチン     | アルゼンチン 対 イングランド                                         | 動画 | [ 17 ] |
| 2018 |                                      | ブロディ・レタリック               | ニュージーランド | オーストラリア 対 ニュージーランド                                   | 動画 | [ 18 ] |
| 2019 |                                      | TJ・ペレナラ                       | ニュージーランド | ニュージーランド 対 ナミビア                                         | 動画 | [ 19 ] |
| 2021 |                                      | ダミアン・プノー                   | フランス         | フランス 対 スコットランド                                           | 動画 | [ 20 ] |
| 2022 |                                      | ロドリゴ・フェルナンデズ           | チリ             | チリ 対 アメリカ合衆国                                               | 動画 | [ 21 ] |
| 2023 |                                      | ドゥーハン・ファン・デル・メルヴァ | スコットランド   | スコットランド 対 イングランド                                       | 動画 | [ 22 ] |
| 2024 | Le Garrec playing for Racing in 2020 | ノラーン・ル・ガレック             | フランス         | フランス 対 イングランド                                             | 動画 | [ 23 ] |